# 张健 (厦门市政协主席)
张健（1956年3月—），男，汉族，山东栖霞人，生于福建龙海，中华人民共和国政治人物，曾任三明市委副书记、市政府市长，龙岩市委书记， 福建省人大常委会副主任，厦门市政协主席，第十一届全国人大代表，第十三届全国政协委员。